# Fire Emblem: Path of Radiance
Fire Emblem: Path of Radiance (jap. ファイアーエムブレム 蒼炎の軌跡 Sōen no Kiseki) – komputerowa gra fabularna rozgrywana w turach, stworzona przez firmę Intelligent Systems i wydana przez Nintendo na konsolę GameCube. Gra ukazała się w Japonii 20 kwietnia 2005 roku, w Ameryce Północnej – 17 października 2005 roku, natomiast w Europie – 4 listopada 2005 roku. Jest to dziewiąty tytuł z serii Fire Emblem, jak również pierwsza gra z tego cyklu, w której zastosowano grafikę trójwymiarową podczas starć na planszy. Fabuła rozgrywa się na fikcyjnym kontynencie Tellius i nie jest w żaden sposób powiązana z poprzednimi odsłonami serii Fire Emblem.

## Fabuła
Kraj Crimea został zaatakowany przez najeźdźców pod przywództwem króla sąsiedniej krainy Daein, Ashnarda, żądnego panowania na obszarze całego Tellius. Gracz kieruje poczynaniami Ike’a, który pragnie wejść w skład oddziału dowodzonego przez jego ojca, Greila. W niedługim czasie sam zostaje przywódcą najemników. Główny bohater może liczyć na wsparcie swojej siostry Mist, przyjaciela Soren oraz wielu innych sprzymierzeńców, których napotyka w miarę postępu swojej kampanii.

## Rozgrywka
Każda mapa, na której toczy się potyczka jest podzielona (wyznaczona) przez siatkę złożoną z kwadratów, na powierzchni której mogą działać postacie. W każdej turze różne jednostki są w stanie atakować wrogie oddziały, czekać swoją kolejkę, wymieniać się przedmiotami z innymi, leczyć sprzymierzeńców, rzucać czary, popychać innych, ochraniać, rozmawiać, używać balist i korzystać z innych zdolności specjalnych (np. Gamble – poprawiająca szanse na trafienie krytyczne postaci kosztem zwykłego trafienia). Ponadto główny bohater, Ike, może wydawać rozkazy jednostkom sojuszniczym, sterowanym przez komputer. System tur jest bardzo zbliżony do pojedynku szachowego, a na początku bitwy rozstawia się jednostki w miejscu startowym na mapie.
Niektóre jednostki w grze działają na odmiennej zasadzie niż pozostałe. Przykładowo, jeśli chodzi o poruszanie się podczas
rozgrywki, piechota po wykonaniu akcji nie może się już przemieszczać. Natomiast jednostki konne i latające mogą wykorzystać pozostałą liczbę swoich punktów ruchu. Podczas kampanii gracz ma do dyspozycji bazę wypadową drużyny najemników
(dostępną od pewnego rozdziału przygody). W niej można przydzielać bonusowe punkty doświadczenia (jeśli zostały przyznane), tworzyć różnorakie magiczne przedmioty, kupować przedmioty, sprzedawać je i dbać o wyposażenie ekipy Ike’a. Fire Emblem: Path of Radiance liczy sobie 30 rozdziałów, podczas których gracz może sterować postaciami takimi, jak zwykli ludzie, dosiadający czasem koni, pegazów lub wiwern, oraz humanoidy, potrafiące zmieniać swoją postać w różne zwierzęta, bestie bądź smoki.

## Doświadczenie
Postacie grywalne, jak i te sterowane przez komputer mogą zdobywać punkty doświadczenia, aby awansować na kolejne poziomy i stawać się silniejsze. Na każdy poziom przypada 100 punktów, które jednostka może zdobyć w różnoraki sposób. Najłatwiejszym sposobem dla każdej jednostki jest pokonywanie przeciwników na mapach. Punkty doświadczenia są przydzielane za każde zadanie obrażeń przeciwnikowi, a także za ich otrzymanie od niego. Złodzieje i zabójcy za okradanie innych zdobywają pewną liczbę punktów, a magowie za rzucanie zaklęć czy korzystanie z magicznych różdżek. Dodatkowo, umiejętność „Paragon” zwiększa dwukrotnie liczbę punktów doświadczenia, które postać zdobywa, dzięki czemu szybciej awansuje niż inni, bez tej zdolności.

## Klasy
W grze wiele postaci jest w stanie zmienić swoją klasę po zdobyciu odpowiednio dużej liczby punktów doświadczenia. Zmiana klasy u postaci następuje z poziomu 20. na 21. (dla nowej klasy poziom postaci naliczany jest znów od pierwszego do dwudziestego). Jednostka, która zmieniła swoją klasę, często zyskuje nowe umiejętności oraz inne bonusy wynikające ze zmiany profesji. Jeśli gracz posiada przedmiot „Master Seal”, wówczas może natychmiast zmienić klasę tej postaci, której poziom jest między 10. a 20. (nie dotyczy to tych, którzy już osiągnęli nową profesję). Ponadto, jednostki typu „laguz” nie mogą korzystać z tego przedmiotu.

## Główni bohaterowie
- Ike – potomek Greila, dowodzącego siłami Crimean przed wybuchem konfliktu z królestwem Daein. Na jego barkach spoczywa odpowiedzialność za całą drużynę i jej przygotowanie.
- Ashnard – władca królestwa Daein, który potrafi poskramiać wiwerny i smoki. Obrał sobie za cel podporządkowanie całego kontynentu Tellius. Z pomocą swoich oficerów, usiłuje powstrzymać marsz Crimean.
- Mist – siostra Ike’a, duchowna. Początkowo potrafi tylko korzystać z magicznych różdżek i poruszać się pieszo, potem otrzymuje wierzchowca i nowe zdolności do korzystania z broni.
- Soren – posiada wiedzę na temat magii burz i wiatrów oraz wie, jak je wykorzystać przeciw wrogom. Sporządza raporty pobitewne.
- Zelgius – wojownik na usługach Ashnarda, odziany w czarną zbroję, chroniącą go przed obrażeniami od zwykłych broni. Jest jednym z Czterech Jeźdźców i tylko Ike potrafi go pokonać w otwartej walce.

## Odbiór gry
Gra Fire Emblem: Path of Radiance została pozytywnie przyjęta przez wielu graczy na całym świecie, choć wraz z dwoma innymi tytułami tej serii (Fire Emblem: Radiant Dawn i Fire Emblem: Thracia 776) nie uzyskała wysokiej sprzedaży w Japonii. Portal GameRankings korzystając z różnych źródeł recenzji, wystawił średnią ocenę wynoszącą około 86%. Dało to wyższą średnią ocenę niż dla innego tytułu serii, Fire Emblem: The Sacred Stones (około 85%).